# Bewdley

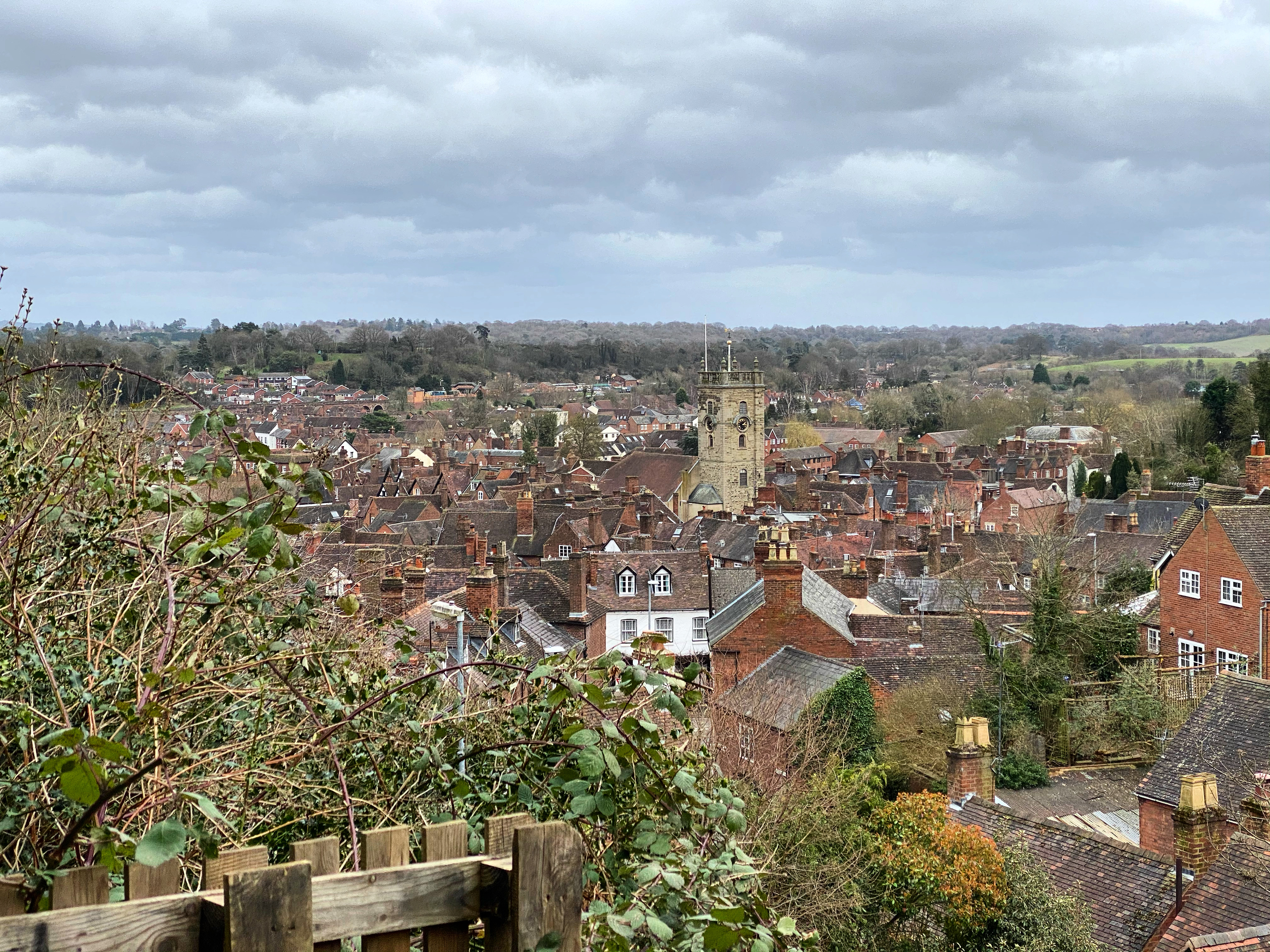

Bewdley ( prononciation) (Fr: Beaulieu) est une ville et une paroisse civile anglaise située dans le district de Wyre Forest, dans la région de Worcestershire.
Sa population est de 9178 habitants (2001). Elle est bordée par le fleuve Severn.

## Géographie

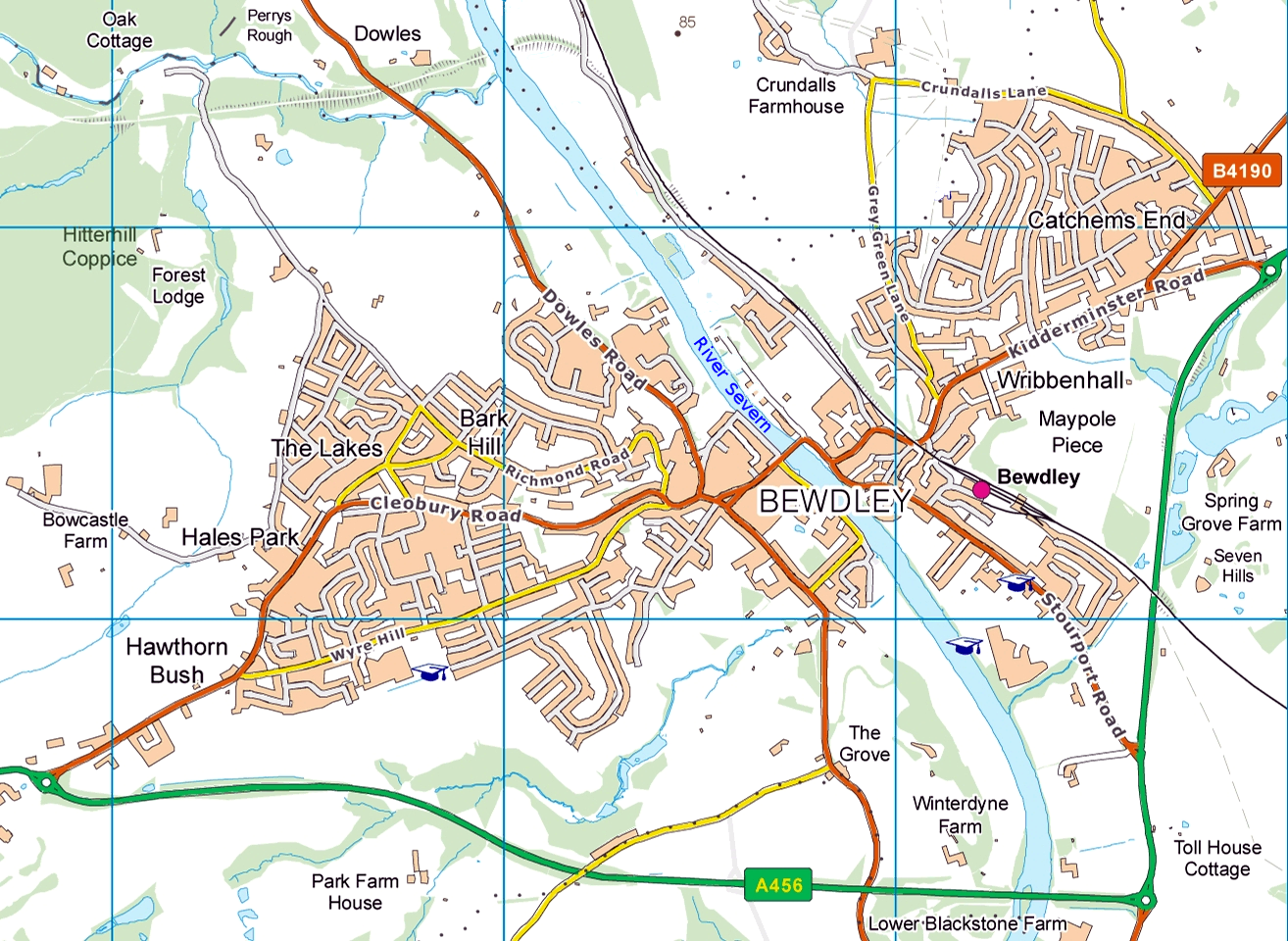
Bewdley et ses environs (Ordnance Survey)

La majeure partie de la ville de Bewdley est située sur la rive ouest de la Severn, y compris la rue principale, Load street dont le nom provient de lode, un ancien mot pour ferry. Load Street est remarquable par sa largeur : elle servait autrefois de place de marché. La plupart des magasins et des services de Bewdley sont situés le long de cette rue au sommet de laquelle se trouve l'église Sainte-Anne, construite entre 1745 et 1748 par Thomas Woodward de Chipping Campden.
Au-delà de l'église, High Street se dirige vers le sud en direction de Stourport le long de la B4194, une route connue localement comme le switchback en raison de ses nombreuses ondulations. Contrairement à de nombreuses villes anglaises, High Street est appelée ainsi non pas à cause de son importance mais à cause de sa position géographique, au-dessus de la rivière. Une pente sablonneuse connue localement sous le nom de Bewdley Beach, située du côté nord de Severn, est utilisée par les résidents locaux comme zone de loisirs. Plusieurs pubs, cafés et restaurants se trouvent au bord du fleuve.
De l’autre côté de l’église, la porte de Welch (appelée ainsi parce qu’elle passait autrefois par un péage sur la route menant au pays de Galles) est en pente raide, tandis que la B4194 se poursuit au nord-ouest en direction de la forêt de Wyre. Au nord-est de la ville se trouve le sommet boisé de Wassel Wood à Trimpley, le terminus sud de Shatterford Hill.
Au recensement de 2011, la population se montait à 9470 habitants.
Bewdley est une destination touristique populaire. Bewdley Bridge a été construit par Thomas Telford.

## Histoire
L'École des cadets de la France libre (formation des jeunes officiers) fut transférée en 1942 au manoir de Bewdley. Parmi ses élèves, elle y compta le jeune poète Jean-Claude Diamant-Berger qui mourra pour la France en juillet 1944 et son ami Jacques Bouffartigue, futur artiste peintre connu.

## Né à Bewdley
- Stanley Baldwin (1867-1947), homme politique et premier ministre de Grande-Bretagne 1923-1924, 1924-1929 et 1935-1937.

## Jumelages
- Fort-Mahon-Plage (France)
- Vellmar (Allemagne)
- Clarksville, Indiana (États-Unis)